# Рециркулација издувних гасова
Рециркулација издувних гасова (енгл. Exhaust Gas Recirculation) је техника смањења потрошње горива и емисије штетних гасова и повећања екологичности мотора. Она подразумева враћање једног дела издувних гасова у цилиндар где присуствују новом радном циклусу.

## Принцип рада
Рециркулација издувних гасова враћа део издувних гасова, обично до 10%, назад до усисних вентила кроз рециркулациону цев. Ову количину одређује систем управљања мотором, електронска компјутерска јединица - ECU, и регулише путем вентила у воду рециркулације. Када електронска компјутерска јединица утврди да мотор ради на малом оптерећењу, он налаже да се издувни гасови уведу у простор за сагоревање. Како су издувни гасови већином незапаљиви, они не учествују у процесу сагоревања, те сиситем убризгавања може убризгати гориво и формирати пуњење без страха од изостанка сагоревања. Последично, мотор ради на истим обртајима, али су излазни обртни момент, потрошња горива и емисија штетних гасова смањени.
Даља уштеда горива и смањење загађивања околине одвијају се на рачун смањења отпора пуњењу цилиндра. За савлађивање отпора при пуњењу цилиндра свежим ваздухом троши се део енергије генерисане у мотору. То је енергија коју је потребно доделити клипу који се креће у смеру повећања запремине цилиндра и формира потпритисак који отежава његово кретање. Што је близина клипа већа, ствара се и снажнији вакуум који усисава свеж ваздух, па он кроз усисни вод брже струји уз веће губитке. Да би се ово избегло, ваздух треба погурати подижући притисак у усисном колектору. То се може постићи употребом пуњача који сабија ваздух или увођењем неког другог гаса под притиском. EGR ради на другом принципу, она потискује ваздух уз помоћ усмереног тока продуката сагоревања.
Мања потрошња горива директно значи и мање загађивање животне средине, а EGR додатно редукује и емисију азотових оксида. Како је количина запаљивих компоненти мања, постигнуте температуре у цилиндру при сагоревању су такође ниже, што отежава стварање азотових оксида, те је и њихова емисија смањена.